# سامسونگ گلکسی اس۸
سامسونگ گلکسی اس۸ (انگلیسی: Samsung Galaxy S8) و سامسونگ گلکسی اس۸+ تلفن‌های هوشمند اندرویدی هستند که از سوی شرکت سامسونگ الکترونیک تولید شده‌است و جزء گوشی‌های گلکسی سری اس این شرکت هستند.
در ۲۹ مارس ۲۰۱۷ سامسونگ از این دو گوشی در یک رویداد رسانه‌ای پرده‌برداری کرد و از دسترس بودن آن در اواخر آوریل ۲۰۱۷ خبر داد.

## ویژگی

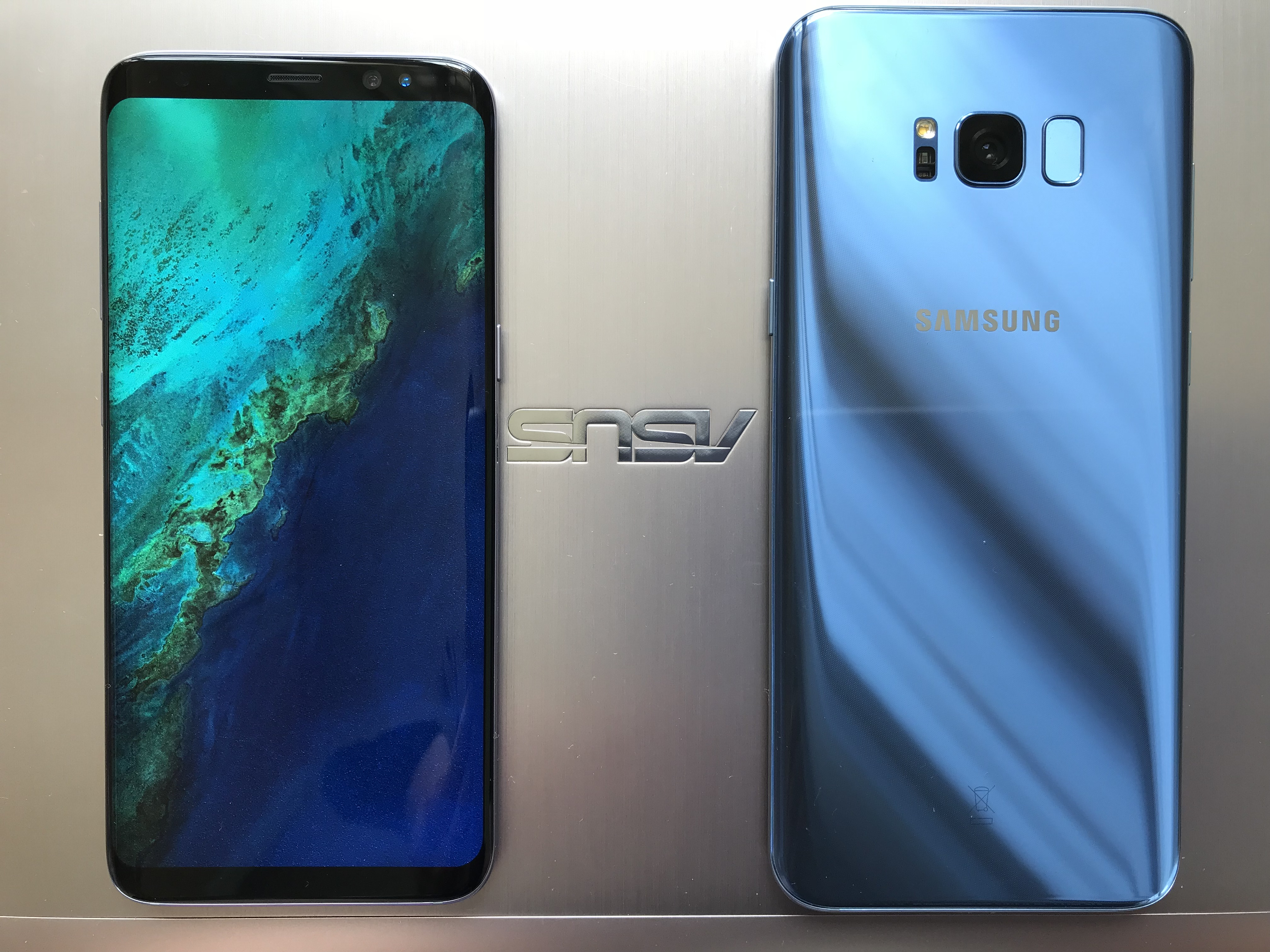
سامسونگ گلکسی اس۸

### سخت‌افزار
دوربین این گوشی ۱۲ مگاپیکسل است و نرم‌افزار دوربین آن امکانات بیشتری نسبت به سامسونگ گلکسی اس۷ دارد.
نسخه مخصوص چین و هند ظرفیت حافظه به شکل اختصاصی ۱۲۸ گیگابایت و مموری رم ۶ گیگابایت دارد.

### نرم‌افزار
اولین موبایل که پشتیبانی از ARCore می‌کند. اولین نسخه بیکسبی و سامسونگ دکس برای این موبایل منتشر شد. اندروید ۷، ۸ و ۹ با رابط کاربری سامسونگ برای این موبایل منتشر شده. آخرین آپدیت امنیتی این گوشی در آوریل ۲۰۲۱ منتشر شد.

## فروش
این موبایل رکورد پیش فروش را در کره جنوبی با ۸۰۰ هزار عدد در یک هفته زد.